# Ryojius nanyuensis
Ryojius nanyuensis är en spindelart som först beskrevs av Chen och Yin 2000.  Ryojius nanyuensis ingår i släktet Ryojius och familjen täckvävarspindlar. Inga underarter finns listade i Catalogue of Life.